# Луїс де Моралес
Луїс де Моралес (ісп. Luis de Morales , бл. 1520, Бадахос — 9 травня, 1586, Бадахос) — іспанський художник середини XVI ст.

## Життєпис
Життєпис майстра довгий час залишався гіпотетичним. Розшуки в 20 столітті надали лише декілька нових фактів.
Досі невідомо, де саме народився майбутній художник — у місті Бадахос чи у Севільї. Традиційно його народження пов'язують з містом Бадахос. Якщо брати пунктом відліку Бадахос, то Моралес міг навчатися у фламандського художника Ернандо Стурміо, котрий працював там. У Севільї він міг навчатися в майстерні знову ж таки фламандця Педро де Кампанья (1503–1580), що двадцять п'ять (25) років мешкав і працював у Іспанії.
Також мало відомостей про навчання, міста і митців, що керували художньою освітою молодого художника. Існує три гіпотези — Луїс де Моралес міг навчатися у Португалії, в самій Іспанії або у Мілані (Італія).
Ранні твори художника свідчать про знайомство із зразками живопису італійських майстрів доби Відродження, котре із запізненням було введене на Піринеях шляхом запозичень і співіснувало з маньєризмом.
Ще менше відомостей про рік народження художника. Його вираховують умовно від звістки, що 1549 року у художника народився син. Тому рік народження Луїса де Моралеса розміщують між 1510 та 1520 рр. Край науковим дискусіям могли би покласти знахідки нових документів.
Як і художник Ель Греко свого часу, Луїс де Моралес шукав прихильності короля Іспанської імперії Філіпа ІІ і декотрий час працював у Ескоріалі. Але ситуація повторилась як і з творами Ель Греко — картини Моралеса не сподобались примхливому королю і майстер покинув Ескоріал.
Всі відомі твори художника виконані на дерев'яних дошках і мають релігійний та екстатичний характер. Луїс де Моралес міг бути надто побожною особою.
Незважаючи на впливи, дослідники умовно розділяють творчість художника на два періоди, ранній і пізній або останній. В останній період помітно зросли майстерність художника та його анатомічна обізнаність.

## Вибрані твори
- «Мадонна з немовлям»
- «Св. Франциск Ассізький»[5]
- «Благовіщення», Національний музей Прадо
- «Поклоніння пастухів», Національний музей Прадо
- «Мадонна з прялкою», Іспанське товариство Сполучених Штатів
- «Скорботна Богородиця», Ермітаж, Санкт-Петербург[6]
- «Христос перед натовпом»
- «Шлях на Голгофу», Валенсія
- «Оплакування Христа», собор у Бадахосі
- «Оплакування Христа», Малага, катердальний собор
- «Оплакування Христа», Національний музей Прадо
- «Оплакування Христа», Королівська академія Сан Фернандо, Мадрид
- «Побиття Христа біля колони»
- «Мадонна з немовлям і Іваном Хрестителем дитиною»
- «Мадонна з немовлям», бл. 1565, Національний музей Прадо
- «Моління про чашу», до 1570

## Галерея вибраних творів

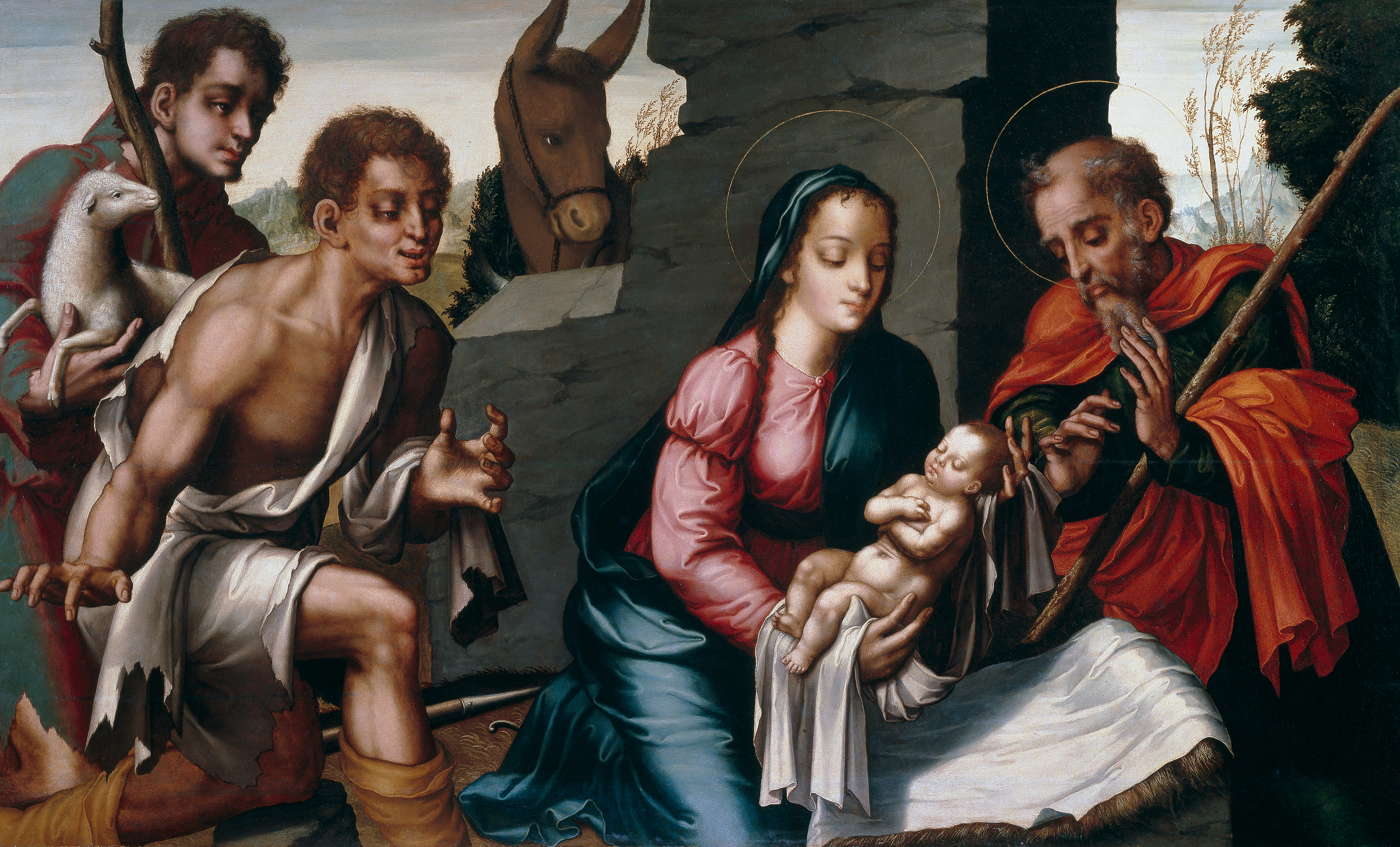
«Поклоніння пастухів», Національний музей Прадо

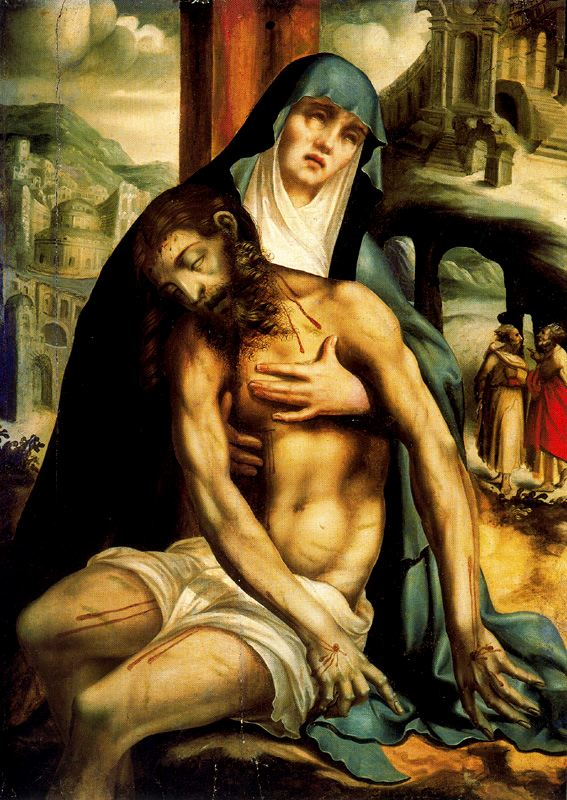
«Оплакування Христа»

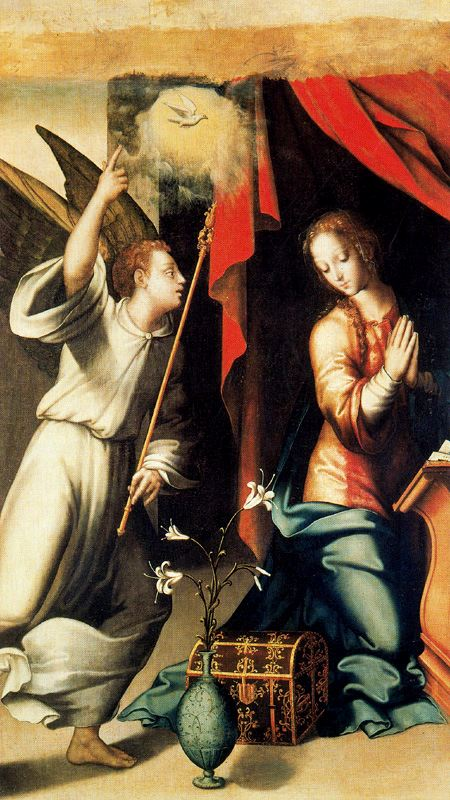
«Благовіщення»
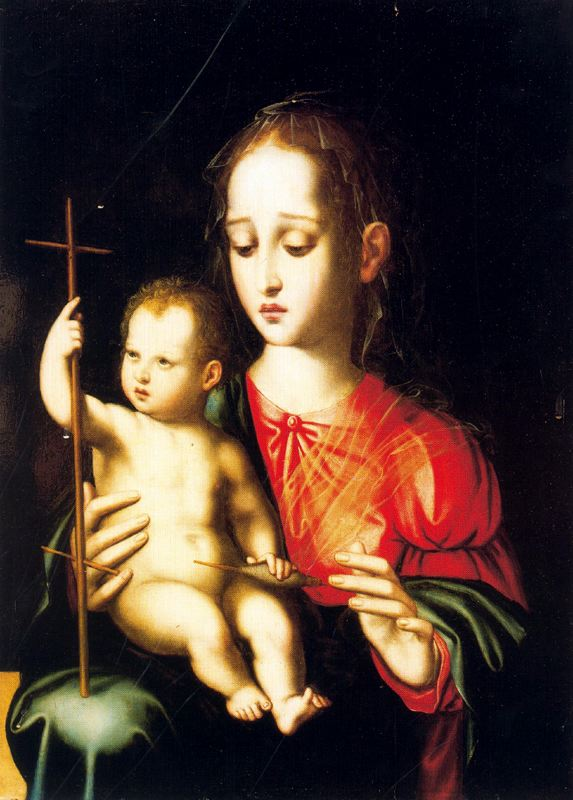
«Мадонна з прялкою », палац Реале, Мадрид
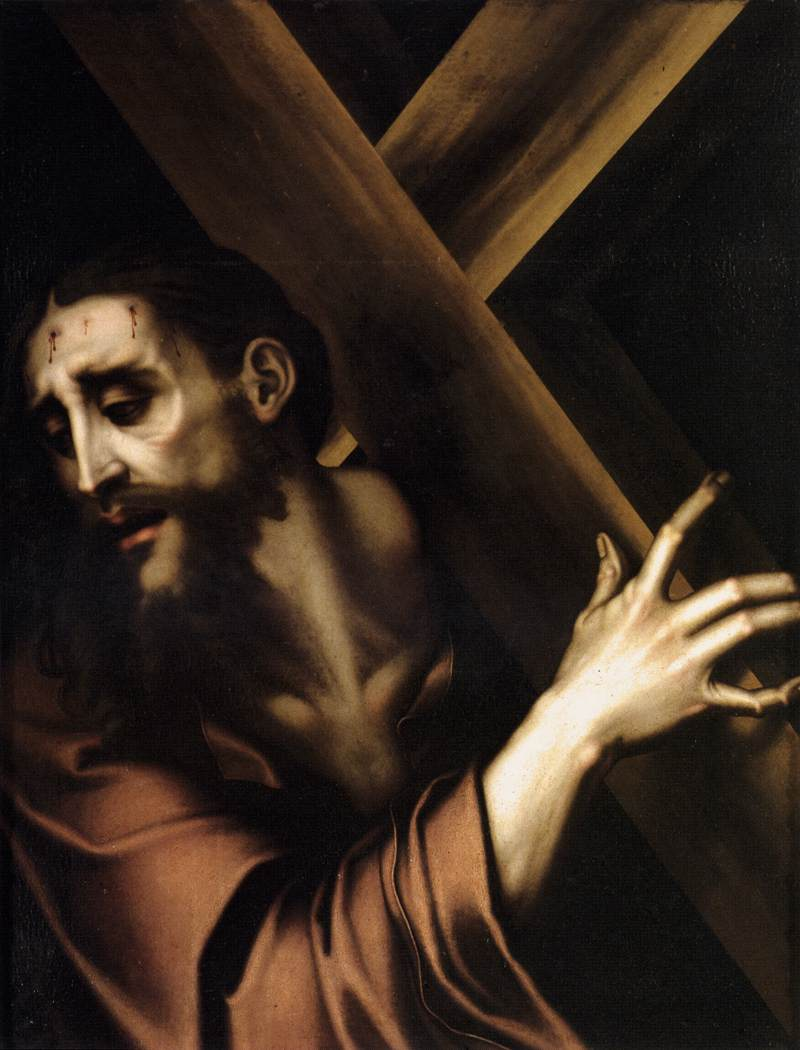
«Шлях на Голгофу», Валенсія
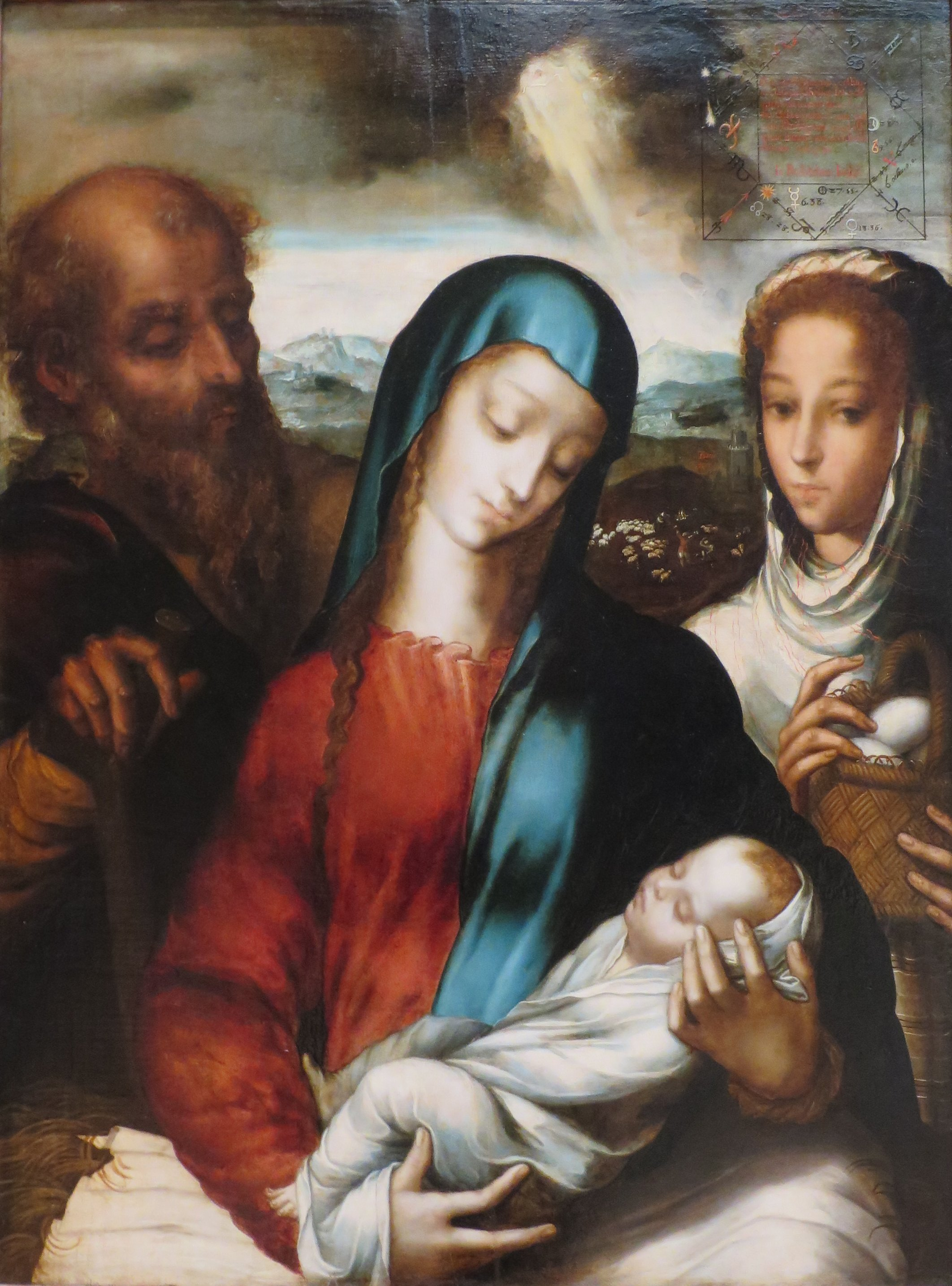
«Свята Родина», Бібліотека іспанського товариства Сполучених Штатів